# Alexander Cejka
Alexander Cejka (auch Alexander Čejka; * 2. Dezember 1970 in Marienbad, Tschechoslowakei) ist ein deutscher Profigolfer tschechischer Herkunft.

## Sportlicher Werdegang
Als Jugendlicher kam der in der Tschechoslowakei geborene Cejka nach Deutschland und erhielt die deutsche Staatsbürgerschaft.
1995 gewann er, neben zwei weiteren Turniersiegen auf der europäischen Tour, das prestigeträchtige Volvo Masters im Valderrama Golf Club. Nach einigen Jahren in Europa wechselte er in die Vereinigten Staaten, wo er sich 2002 die Qualifikation zur PGA Tour erspielte.
Dank guter Leistungen konnte er seine Spielberechtigung in den Jahren 2003 und 2004 auf der PGA TOUR behalten; in den Jahren 2005 und 2006 musste er durch die harte Qualifying-School. Im Jahr 2007 blieb ihm das erspart, da er sich durch ein starkes Finish in der Saison (zwei Top-10-Platzierungen in den letzten drei Turnieren) unter den besten 125 der Geldrangliste platzieren konnte, was ihm ein Spielrecht für die Saison 2008 garantierte. Neben Alex Cejka besaß als Deutscher damals nur Bernhard Langer dieses Spielrecht.
Das jährlich vor den BMW International Open in München stattfindende Pro-Am-Turnier Out of Bounds, das von Richard Rayment (RDI Sports), Cejkas früherem Manager, organisiert wird, trug anfangs den Namen Alex & Friends.
Im Jahr 2008 wechselte Alex Cejka seine Schläger. Statt der Marke Srixon, die er drei Jahre erfolgreich auf der Tour verwendet hatte, wählte er Schläger von Callaway Golf, mit denen er schon seine früheren Erfolge erzielt hatte.
In der Saison 2009 konnte Cejka auf der PGA Tour einige Ausrufezeichen setzen, ohne jedoch den ganz großen Erfolg feiern zu können. So belegte er beim Verizon Heritage im April nach den ersten 18 Löchern noch Rang 1, fiel im Laufe des Wochenendes aber noch auf Platz 13 zurück. Noch dramatischer war sein Auftritt im Mai bei der Players Championship, dem inoffiziellen fünften Major. Dort führte Cejka nach drei Runden mit 5 Schlägen Vorsprung, fiel jedoch nach einer schwachen Schlussrunde an der Seite des Zweitplatzierten Tiger Woods noch auf Platz 9 zurück und konnte damit gerade noch seine erste Top-10-Platzierung im Jahr 2009 retten.
Das Jahr 2010 beendete Alex Cejka als 91. der Rangordnung der US PGA Tour. Bestes Resultat war ein dritter Platz. 2011 schaffte er aufgrund einer Grasallergie den Erhalt der Spielberechtigung nicht und spielte 2012 nur jeweils einige Turniere auf der PGA Tour und auf der European Tour. Ende 2012 verpasste er die Qualifikation für die PGA Tour knapp.
2013 spielte Cejka auf der zweitklassigen US-amerikanischen Web.com Tour, auf der er zum Saisonende den 64. Platz belegte und damit die volle Berechtigung der 50 besten der Rangliste für die Teilnahme an der PGA Tour verpasste. Beim Saisonauftakt der Web.com Tour 2014 gelang ihm bei den Pacific Rubiales Colombia Championship in Bogota der erste Sieg beim 301. Auftritt bei Turnieren auf der PGA Tour (PGA, web.com, Nationwide Tour); am Ende der Saison erreichte er mit dem 6. Platz die Spielberechtigung für die PGA Tour.
Nach seiner Rückkehr 2015 auf die PGA Tour gewann er erstmals beim 287. Start ein PGA Turnier, nachdem er sich im Stechen der Puerto Rico Open gegen vier Mitbewerber durchsetzte. Er ist damit nach Bernhard Langer und Martin Kaymer erst der dritte Deutsche, dem dies gelang. Die Saison 2014/2015 beendete er mit Rang 71 auf der Fedexcup-Liste und damit der besten Platzierung seit Einführung des Fedexcup-Systems im Jahr 2007.
Seit 2021 spielt Cejka auf der PGA Tour Champions, wo er im ersten Jahr zwei Turniere gewann: die Major-Turniere Senior PGA Championship und Regions Tradition. 2023 gewann er mit den Senior British Open im Stechen gegen Pádraig Harrington sein drittes Major-Turnier.

## Turniersiege

### PGA Tour Siege (1)
- 2015 Puerto Rico Open

### European Tour Siege (4)
- 1995 Turespana Masters Open de Andalucia, Hohe Brücke Austrian Open, Volvo Masters
- 2002 Trophée Lancôme

### PGA Tour Champions Siege (3)
- 2021 Regions Tradition, KitchenAid Senior PGA Championship
- 2023 The Senior Open

### Challenge Tour Siege (4)
- 1991 Audi Quattro Trophy
- 1993 Audi Open
- 1997 KB Golf Challenge
- 2002 Galeria Kaufhof Pokal Challenge

### Web.com Tour Siege (1)
- 2014 Pacific Rubiales Colombia Championship

### Andere Turniersiege (3)
- 1990 Czech Open
- 1992 Czech Open

## Teamwettbewerbe
- Dunhill Cup (4): 1994, 1995, 1997, 1998
- World Cup (13): 1995, 1996, 1997, 1999, 2000, 2002, 2003, 2005, 2007, 2008, 2009, 2011, 2016
- Seve Trophy (3): 2000, 2002, 2003

## Resultate bei Major Championships
| Tournament            | 1996 | 1997 | 1998 | 1999 |
| --------------------- | ---- | ---- | ---- | ---- |
| The Masters           | 44   | DNP  | DNP  | DNP  |
| US Open               | T50  | DNP  | DNP  | DNP  |
| The Open Championship | T11  | CUT  | DNP  | DNP  |
| PGA Championship      | T52  | DNP  | DNP  | T65  |

| Tournament            | 2000 | 2001 | 2002 | 2003 | 2004 | 2005 | 2006 | 2007 | 2008 | 2009 |
| --------------------- | ---- | ---- | ---- | ---- | ---- | ---- | ---- | ---- | ---- | ---- |
| The Masters           | DNP  | DNP  | DNP  | DNP  | 26   | DNP  | DNP  | DNP  | DNP  | DNP  |
| US Open               | DNP  | DNP  | DNP  | T61  | T60  | DNP  | DNP  | DNP  | DNP  | DNP  |
| The Open Championship | CUT  | T13  | CUT  | DNP  | DNP  | CUT  | DNP  | DNP  | CUT  | DNP  |
| PGA Championship      | DNP  | DNP  | DNP  | 4    | CUT  | CUT  | DNP  | DNP  | DNP  | DNP  |

| Tournament            | 2010 | 2011 | 2012 | 2013 | 2014 | 2015 | 2016 | 2017 | 2018 |
| --------------------- | ---- | ---- | ---- | ---- | ---- | ---- | ---- | ---- | ---- |
| The Masters           | DNP  | T35  | DNP  | DNP  | DNP  | DNP  | DNP  | DNP  | DNP  |
| US Open               | T8   | CUT  | T41  | DNP  | T60  | DNP  | DNP  | DNP  | DNP  |
| The Open Championship | DNP  | DNP  | DNP  | DNP  | DNP  | DNP  | DNP  | DNP  | DNP  |
| PGA Championship      | DNP  | DNP  | DNP  | DNP  | DNP  | WD   | DNP  | DNP  | DNP  |

| Tournament            | 2019 | 2020 | 2021 | 2022 | 2023 | 2024 |
| --------------------- | ---- | ---- | ---- | ---- | ---- | ---- |
| The Masters           | DNP  | DNP  | DNP  | DNP  | DNP  | DNP  |
| PGA Championship      | DNP  | DNP  | DNP  | CUT  | DNP  | DNP  |
| US Open               | DNP  | DNP  | DNP  | DNP  | DNP  | DNP  |
| The Open Championship | DNP  | KT   | DNP  | DNP  | DNP  | T75  |

LA = Bester Amateur

DNP = nicht teilgenommen

CUT = Cut nicht geschafft

„T“ = geteilte Platzierung

KT = Kein Turnier (Ausfall wegen Covid-19)

WD = Teilnahme zurückgezogen

Grüner Hintergrund für Sieg

Gelber Hintergrund für Top 10.